# 9960 Sekine
9960 Sekine è un asteroide della fascia principale. Scoperto nel 1991, presenta un'orbita caratterizzata da un semiasse maggiore pari a 2,1982301 UA e da un'eccentricità di 0,1878853, inclinata di 4,83481° rispetto all'eclittica.